# 藤代健
藤代健，是日本漫畫家，代表作是《藍蘭島漂流記》。
在出道做漫畫家之前曾經是AIC的動畫師。至2003年為止以TKS名義擔任十八禁遊戲的角色設計工作。

## 作品列表

### 漫畫
- トンネル抜けたら三宅坂 - Comic Powered（ENIX）
  - 森高夕次原作，單行本未收錄
- 藍蘭島漂流記 - 月刊少年GANGAN・GANGAN POWERED（史克威爾艾尼克斯）
  - 連載中。2007年電視動畫化。
- 咖灰偵探社-GANGAN ONLINE（史克威爾艾尼克斯）
  - 已完結。
- リリReカスタマイズ モデラーも異世界では錬金術師!? -GANGAN ONLINE（史克威爾艾尼克斯）
  - 網路連載中。每月一回。

### 插畫集
- 藍蘭島漂流記 Postcard Book（史克威爾艾尼克斯）
- 藍蘭島漂流記 完全導讀手冊（Perfect Guide Book）（史克威爾艾尼克斯）

### 小説插畫
- 小説・藍蘭島漂流記「告げられて」霧海正悟（史克威爾艾尼克斯）
  - ※原作・封面和正文插畫
- くさる前に抱きしめて すぎやまひろゆき（史克威爾艾尼克斯）
  - ※僅封面插畫。

### CD盒Liner notes插畫
- Drama CD「藍蘭島漂流記」Vol.1（史克威爾艾尼克斯）
- Drama CD「藍蘭島漂流記」Vol.2（史克威爾艾尼克斯）

### 日曆
- Comic calendar 2004 藍蘭島漂流記（史克威爾艾尼克斯）
- Comic calendar 2005 藍蘭島漂流記（史克威爾艾尼克斯）

### 遊戲原畫
TKS名義。
- 雑音領域（D.O.）
- パールな気分で 〜明日に向かって歩こう〜（ジュエリー）
- おしえてお兄ちゃん先生（ジュエリー）
- 多重凌辱（My姫）
- 瑪瑙くんのおしえてお姉ちゃん先生（ジュエリー）
- あいちゃんforMeα 〜アイと隷従のメイド〜（U・Me SOFT）

### 其它
- 我不受歡迎，怎麼想都是你們的錯！（電視動畫第6話片尾插畫）